# Marchagee
Marchagee är en ort i Australien. Den ligger i kommunen Coorow och delstaten Western Australia, omkring 210 kilometer norr om delstatshuvudstaden Perth.
Trakten runt Marchagee är nära nog obefolkad, med mindre än två invånare per kvadratkilometer.. Närmaste större samhälle är Coorow, omkring 20 kilometer norr om Marchagee.
Trakten runt Marchagee består till största delen av jordbruksmark. Genomsnittlig årsnederbörd är 415 millimeter. Den regnigaste månaden är juli, med i genomsnitt 63 mm nederbörd, och den torraste är december, med 13 mm nederbörd.